# Heinz Holzer
Heinz Holzer (* 28. August 1964 in Bruneck) ist ein ehemaliger italienischer Skirennläufer. Die Spezialdisziplin des Südtirolers war der Super-G.
Im Jahr 1984 wurde Holzer Italienischer Meister in der Kombination und 1986 im Super-G. Seinen größten Erfolg feierte er beim Super-G-Weltcuprennen 1988 in Leukerbad, bei dem er den dritten Platz belegte. Weitere zwei Mal konnte er sich in seiner Karriere als Zehnter in den Top 10 platzieren. Holzer nahm an den Olympischen Spielen 1988 in Calgary teil und belegte dort den elften Platz im Super-G.
Zurzeit (2020) ist Holzer in Olang als Skilehrer und Skischulpräsident in der Cimaschool sowie Wanderbegleiter tätig.